# Peter Frampton (álbum)
Peter Frampton es el undécimo álbum de estudio de Peter Frampton, publicado en 1994. Una versión expandida del álbum fue lanzada en el año 2000. Contiene una de las últimas grabaciones hechas por el músico Steve Marriott antes de su muerte, "Out of the Blue".

## Lista de canciones
Todas las canciones escritas por Peter Frampton y Kevin Savigar, excepto donde se indique.
1. "Day in the Sun" - 4:27
2. "You Can Be Sure" - 4:30
3. "It All Comes Down to You" - 3:24
4. "You" - 5:10
5. "Can't Take That Away" (Jonathan Cain, Peter Frampton) - 5:52
6. "Young Island" (Peter Frampton) - 1:42
7. "Off The Hook" - 3:06
8. "Waiting For Your Love" - 5:42
9. "So Hard to Believe" (John Regan, Peter Frampton) - 5:15
10. "Out of the Blue" (Peter Frampton, Steve Marriott) - 4:26
11. "Shelter Through The Night" - 4:30
12. "Changing All The Time" - 6:20
13. "You Can Be Sure" (Live Acoustic) - 3:54
14. "Baby I Love Your Way" (Live Acoustic) (Peter Frampton) - 4:23
15. "All I Want to Be (Is By Your Side)" (Live Acoustic) (Peter Frampton) - 3:10
16. "Show Me the Way" (Live Acoustic) (Peter Frampton)[2] - 3:20

## Créditos
- Peter Frampton - voz, guitarra, bajo, teclados
- Lee Sklar, John Regan - bajo
- Kevin Savigar - teclados en "So Hard to Believe"
- Denny Fongheiser, John Robinson - batería
- Steve Marriott - voz en "Out of the Blue"
- Jonathan Cain - piano en "Can't Take That Away"